# شارگرش
شارگرش (به مجاری:  Sáregres) یک شهرداری در مجارستان است که در ناحیه شاربوگارد واقع شده‌است. شارگرش ۲۶٫۱۶ کیلومتر مربع مساحت و ۸۰۱ نفر جمعیت دارد.